# Kalijudan
Kalijudan is een bestuurslaag in het regentschap Soerabaja van de provincie Oost-Java, Indonesië. Kalijudan telt 14.870 inwoners (volkstelling 2010).